# Liste der Parks im Landkreis Lörrach
Die Liste der Parks im Landkreis Lörrach gibt eine Übersicht über die kostenfrei und kostenpflichtig zugänglichen Parkanlagen im Landkreis Lörrach. Nicht aufgeführt sind kleinere Grünflächen ohne besondere Merkmale, sowie Friedhöfe, obwohl diese (z. B. in Rheinfelden) durchaus Parkcharakter haben können.
| Name                      | Gemeinde (Lage)                  | Größe (ha) | Kurzbeschreibung | Bild                 |
| ------------------------- | -------------------------------- | ---------- | --- | -------------------- |
| Kurpark Bad Bellingen     | Bad Bellingen (Lage)             | 8          | Park bei den Balinea Thermen | weitere Bilder       |
| Ettenbühler Gärten        | Bad Bellingen-Hertingen (Lage)   | 3,2        | Kommerzielle Gartenanlage mit angeschlossener Gärtnerei und Gastronomie beim Landhaus Ettenbühl. | weitere Bilder       |
| Emilienpark               | Grenzach-Wyhlen-Grenzach (Lage)  | 1,5        | Parkanlage beim AWO Seniorenzentrum Emilienpark in Grenzach. Das Quellenhäuschen im Park wurde 1880 durch Emil Schoch erbaut, woher der Name Emilienquelle kommt. Der Park wurde dann ebenfalls nach Emil benannt. | weitere Bilder       |
| Schlosspark Inzlingen     | Inzlingen (Lage)                 | 1,1        | Parkanlage rund um das Wasserschloss Inzlingen. | Wildgehege Zell      |
| Aichelepark               | Lörrach Kernstadt (Lage)         | 1,5        | Die in den 1870er Jahren errichtete Parkanlage gehörte zum Anwesen einer Fabrikanten-Familie und wurde 1959 der Öffentlichkeit zur Verfügung gestellt. Der bemerkenswerte Baumbestand ist bis zu 250 Jahre alt. | weitere Bilder       |
| Grüttpark                 | Lörrach-Nordstadt (Lage)         | 51         | Der größte Park Lörrachs fungierte 1983 als Gelände der baden-württembergischen Landesgartenschau. Die naturnahen Binnengewässer einschließlich ihrer Ufervegetation sind gesetzlich geschützte Biotope. Außerdem ist der Park Standort mehrerer Kunstwerke im öffentlichen Raum und verfügt über diverse Sportanlagen. | weitere Bilder       |
| Hebelpark                 | Lörrach Kernstadt (Lage)         | 0,35       | Der kleine Park in Lörrachs Innenstadt trägt den Namen des Heimatdichters Johann Peter Hebel, dessen Statue zum Gedenken 1910 im Park eröffnet wurde. | weitere Bilder       |
| Rosenfelspark             | Lörrach Kernstadt (Lage)         | 2,4        | Der Park verfügt über eine Konzertmuschel, die für Veranstaltungen genutzt wird. Im Nordteil befindet sich ein kleiner Tierpark und Beete des urbanen Gartenbaus. Der Park ist in östlicher Nachbarschaft zum Campus Rosenfels.                                                                                         | weitere Bilder       |
| Schlosspark Brombach      | Brombach (Lage)                  | 0,2        | Parkanlage, die sich südlich am Brombacher Schloss befindet. Zu Weihnachten findet auf dem Parkgelände ein Weihnachtsmarkt statt. | weitere Bilder       |
| Dreiländergarten          | Weil am Rhein (Lage)             | 32         | Vom 30. April bis 17. Oktober 1999 war das Gelände Teil der Landesgartenschau Grün 99. | weitere Bilder       |
| Rheinpark                 | Weil am Rhein-Friedlingen (Lage) | 2,5        | Parkanlage bei der Dreiländerbrücke. | weitere Bilder       |
| Läublin Park              | Weil am Rhein (Lage)             | 0,75       | Der kleine Park am Rande von Alt-Weil dient auch als Veranstaltungsort für Konzerte und hat im früheren Gärtnerhaus des Läublinhofs auch einen Gastronomiebetrieb. | Läublin Park         |
| Stadtpark am Haus Salmegg | Rheinfelden (Baden) (Lage)       | 0,7        | Wie die anderen Parks und Grünanlagen in Rheinfelden war der Stadtpark Teil der Präsentation der Stadt beim Entente Florale bei dem Rheinfelden 2011 und 2014 mit einer Goldmedaille ausgezeichnet wurde. 2015 erhielt Rheinfelden auch eine Goldmedaille im europäischen Wettbewerb Entente Florale Europe.            | weitere Bilder       |
| Rudolf-Vogel-Anlage       | Rheinfelden (Baden) (Lage)       | 0,1        | Die Rudolf-Vogel-Anlage in wurde erbaut als Beamtenwohnanlage mit vorgelagertem kleinem Park. Die Anlage wurde nach Rudolf Vogel (1860–1927) benannt, der von 1919 bis 1927 Bürgermeister von Rheinfelden (Baden) war.                                                                                                  | weitere Bilder       |
| Herbert-King-Park         | Rheinfelden (Baden) (Lage)       | 2,7        | Parkanlage bei der Bürgerstiftung mit etwa 70 Baumarten, darunter auch Exoten wie Zedern oder Tulpenbaum seit 2000 nach dem ehemaligen Oberbürgermeister Herbert-King-Park benannt. Der Park ist auch Anschauungsobjekt der Entente Florale                                                                             | weitere Bilder       |
| Adelbergwiese             | Rheinfelden (Baden) (Lage)       | 2,2        | Der Park wurde anlässlich des Grünprojektes 2007 angelegt. Er hat insbesondere Aussichtsplattformen am Rheinufer mit Aussicht auf die Altstadt von Rheinfelden im Aargau. | weitere Bilder       |
| Karl-Metzger-Grube        | Rheinfelden (Baden) (Lage)       | 10,1       | Die ehemalige Sand- und Kiesgrube wird seit 2015 als stadtnahes Erholungsgebiet genutzt. Dazu gehört auch das »Stadtgärtle« des Urban-Gardening-Vereins. | weitere Bilder       |
| Schlosspark Bürgeln       | Schliengen-Obereggenen (Lage)    | 0,45       | Parkanlage rund um Schloss Bürgeln mit einem großen Rosengarten. | weitere Bilder       |
| Schlosspark Schliengen    | Schliengen (Lage)                | 0,4        | Park beim Wasserschloss Entenstein. Michael Behrendt: Schlosspark: Gemeinderat billigt Planung und Finanzierung des ersten Bauabschnitts. In: Badische Zeitung vom 24. März 2012. Mit einem Plan des Parks. | weitere Bilder       |
| Stadtpark                 | Schopfheim (Lage)                | 0,45       | Der Anna Kym Garten (Stadtpark) in Schopfheim ist seit 1957 im Besitz der Stadt und dient seit 1962 als Stadtpark. | weitere Bilder       |
| Columban-Park             | Schopfheim (Lage)                | 0,2        | Der Park gehört heute zum Alten- und Pflegeheim Haus Columban und war früher Teil der Villa Jutzler. | Stadtpark Schopfheim |
| Vogelpark Steinen         | Steinen (Baden) (Lage)           | 10         | Kommerzielles Tiergehege das neben vielen Vogelarten auch Berberaffen und Kängurus zeigt. Zudem gibt es Falkner-Vorführungen. | weitere Bilder       |
| Anlage Schwanenweiher     | Zell im Wiesental (Lage)         | 0,5        | Die Anlage wurde in den 1930er Jahren durch den Reichsarbeitsdienst auf dem ehemaligen Areal des Eisweihers der Montfortschen Brauerei erstellt. | weitere Bilder       |
| Wildgehege Zell           | Zell im Wiesental (Lage)         | 3,6        | Das private Tiergehege wurde 1971 aufgebaut. Seit 2016 wird es vom Markus-Pflüger-Heim betreut. Der Eintritt ist frei. Im Gehege werden Rot-, Dam- und Schwarzwild gehalten. | weitere Bilder       |